# Mistrovství světa ve vodním slalomu 2011
Mistrovství světa ve vodním slalomu 2011 se uskutečnilo ve dnech od 7. do 11. září 2011 v Bratislavě na Slovensku. Celkově se jednalo o 34. mistrovství světa ve vodním slalomu a první světový šampionát konaný na území Slovenska.

## Medailové pořadí zemí
| Pořadí | Země                     | Zlato | Stříbro | Bronz | Celkem |
| ------ | ------------------------ | ----- | ------- | ----- | ------ |
| 1.     | Slovensko (SVK)          | 3     | 2       | 3     | 8      |
| 2.     | Francie (FRA)            | 2     | 2       | 1     | 5      |
| 3.     | Německo (GER)            | 1     | 2       | 1     | 4      |
| 4.     | Česko (CZE)              | 1     | 1       | 1     | 3      |
| 5.     | Rakousko (AUT)           | 1     | 0       | 0     | 1      |
| 5.     | Slovinsko (SLO)          | 1     | 0       | 0     | 1      |
| 7.     | Čína (CHN)               | 0     | 1       | 0     | 1      |
| 7.     | Polsko (POL)             | 0     | 1       | 0     | 1      |
| 9.     | Spojené království (GBR) | 0     | 0       | 1     | 1      |
| 9.     | Itálie (ITA)             | 0     | 0       | 1     | 1      |
| 9.     | Španělsko (ESP)          | 0     | 0       | 1     | 1      |
|        | Celkem                   | 9     | 9       | 9     | 27     |

## Muži
| Závod           | Zlato | Zlato  | Stříbro                                                                                               | Stříbro | Bronz | Bronz  |
| --------------- | --- | ------ | --- | ------- | --- | ------ |
| kánoe C1        | Denis Gargaud Chanut (FRA)                                                                                   | 101,14 | Nico Bettge (GER)                                                                                     | 103,83  | Matej Beňuš (SVK)                                                                                           | 103,91 |
| kánoe C1 hlídky | Slovensko Michal Martikán Alexander Slafkovský Matej Beňuš                                                   | 109,97 | Německo Sideris Tasiadis Nico Bettge Jan Benzien                                                      | 114,95  | Česko Stanislav Ježek Vítězslav Gebas Tomáš Indruch                                                         | 115,74 |
| kánoe C2        | Slovensko Pavol Hochschorner/Peter Hochschorner                                                              | 106,76 | Francie Denis Gargaud Chanut/Fabien Lefèvre                                                           | 107,49  | Slovensko Ladislav Škantár/Peter Škantár                                                                    | 109,86 |
| kánoe C2 hlídky | Francie Gauthier Klauss/Matthieu Péché Pierre Labarelle/Nicolas Peschier Denis Gargaud Chanut/Fabien Lefèvre | 127,27 | Slovensko Pavol Hochschorner/Peter Hochschorner Ladislav Škantár/Peter Škantár Tomáš Kučera/Ján Bátik | 127,94  | Spojené království David Florence/Richard Hounslow Timothy Baillie/Etienne Stott Rhys Davies/Matthew Lister | 129,51 |
| kajak K1        | Peter Kauzer (SLO)                                                                                           | 96,01  | Mateusz Polaczyk (POL)                                                                                | 97,22   | Fabien Lefèvre (FRA)                                                                                        | 98,89  |
| kajak K1 hlídky | Německo Sebastian Schubert Hannes Aigner Alexander Grimm                                                     | 110,79 | Francie Boris Neveu Vivien Colober Fabien Lefèvre                                                     | 111,83  | Itálie Giovanni De Gennaro Daniele Molmenti Omar Raiba                                                      | 112,44 |

## Ženy
| Závod                                    | Zlato                                                        | Zlato  | Stříbro                                                     | Stříbro | Bronz                                                          | Bronz  |
| ---------------------------------------- | ------------------------------------------------------------ | ------ | ----------------------------------------------------------- | ------- | -------------------------------------------------------------- | ------ |
| kánoe C1                                 | Kateřina Hošková (CZE)                                       | 138,58 | Cchen Nan-čchin (CHN)                                       | 140,13  | Katarína Macová (SVK)                                          | 140,24 |
| kánoe C1 hlídky (medaile se neudělovaly) | Austrálie Jessica Foxová Rosalyn Lawrencová Leanne Guineaová | 179,44 | Čína Tcheng Čchien-čchien Cchen Nan-čchin Sü Jen-žu         | 194,69  | Německo Mira Louenová Michaela Grimmová Lena Stöcklinová       | 230,51 |
| kajak K1                                 | Corinna Kuhnleová (AUT)                                      | 110,05 | Jana Dukátová (SVK)                                         | 113,33  | Maialen Chourrautová (ESP)                                     | 113,58 |
| kajak K1 hlídky                          | Slovensko Elena Kaliská Jana Dukátová Dana Mannová           | 131,90 | Česko Štěpánka Hilgertová Irena Pavelková Kateřina Kudějová | 132,25  | Německo Jasmin Schornbergová Melanie Pfeiferová Claudia Bärová | 134,77 |

## Česká výprava
Českou výpravu tvořilo 12 mužů a 4 ženy:
- Vítězslav Gebas – C1 (18. místo), C1 hlídky (bronz)
- Jan Havlíček – C2 (17. místo), C2 hlídky (6. místo)
- Luboš Hilgert – K1 (33. místo), K1 hlídky (5. místo)
- Štěpánka Hilgertová – K1 (27. místo), K1 hlídky (stříbro)
- Kateřina Hošková – C1 (zlato)
- Vavřinec Hradilek – K1 (8. místo), K1 hlídky (5. místo)
- Tomáš Indruch – C1 (22. místo), C1 hlídky (bronz)
- Stanislav Ježek – C1 (4. místo), C1 hlídky (bronz)
- Tomáš Koplík – C2 (13. místo), C2 hlídky (6. místo)
- Kateřina Kudějová – K1 (11. místo), K1 hlídky (stříbro)
- Irena Pavelková – K1 (13. místo), K1 hlídky (stříbro)
- Jiří Prskavec – K1 (10. místo), K1 hlídky (5. místo)
- Lukáš Přinda – C2 (17. místo), C2 hlídky (6. místo)
- Ondřej Štěpánek – C2 (11. místo), C2 hlídky (6. místo)
- Jaroslav Volf – C2 (11. místo), C2 hlídky (6. místo)
- Jakub Vrzáň – C2 (13. místo), C2 hlídky (6. místo)